# Xã Young, Quận Indiana, Pennsylvania
Xã Young (tiếng Anh: Young Township) là một xã thuộc quận Indiana, tiểu bang Pennsylvania, Hoa Kỳ. Năm 2010, dân số của xã này là 1.775 người.